# OB I bajnokság
La Országos Bajnokság I (en español: Campeonato Nacional; abreviado OB I) es la competición de más alto nivel de la liga profesional húngara de hockey sobre hielo. El campeonato fue fundado en 1937 y la organiza la Magyar Jégkorongszövetség, el máximo organismo del hockey hielo húngaro. El Ferencvárosi TC es el equipo más laureado del país con 25 ligas.
La temporada 2011-2012 se formó de cinco equipos; cuatro de ellos juegan en el MOL Liga y uno (Alba Volán Székesfehérvár) en la Erste Bank Eishockey Liga austríaca. Con la formación de la MOL Liga, la OB I bajnokság volvió contar sólo con equipos húngaros. La temporada regular coincide con los partidos jugados entre los equipos húngaros en la MOL Liga, cuyos partidos también son puntuables para el campeonato nacional. Los tres mejores equipos avanzan a los play-offs de la OB I, donde el Alba Volán Székesfehérvár se une a ellos como el cuarto equipo.

## Equipos
| Equipo               | Ciudad         | Pabellón                     | Capacidad |
| -------------------- | -------------- | ---------------------------- | --------- |
| DAB-Docler           | Dunaújváros    | Dunaújvárosi Jégcsarnok      | 4 000     |
| Ferencvárosi TC      | Budapest       | Pesterzsébeti Jégcsarnok     | 1 500     |
| Miskolci Jegesmedvék | Miskolc        | Miskolci Jégcsarnok          | 1 304     |
| SAPA Fehérvár AV 19  | Székesfehérvár | Ifjabb Ocskay Gábor Ice Hall | 3 500     |
| Újpesti TE           | Budapest       | Újpesti Jégcsarnok           | 2 200     |

## Palmarés

### Campeones por temporada
| - 1936–37: Budapesti Korcsolyázó Egylet - 1937–38: Budapesti Korcsolyázó Egylet - 1938–39: Budapesti Korcsolyázó Egylet - 1939–40: Budapesti Korcsolyázó Egylet - 1940–41: Budapesti Budai TE - 1941–42: Budapesti Korcsolyázó Egylet - 1942–43: Budapesti Budai TE - 1943–44: Budapesti Korcsolyázó Egylet - 1944–45: no disputado - 1945–46: Budapesti Korcsolyázó Egylet - 1946–47: Magyar Testgyakorlók Köre - 1947–48: Magyar Testgyakorlók Köre - 1948–49: Magyar Testgyakorlók Köre - 1949–50: Meteor Mallerd - 1950–51: Budapesti Kinizsi SK - 1951–52: Budapesti Vörös Meteor - 1952–53: Budapesti Postás - 1953–54: Budapesti Postás - 1954–55: Budapesti Kinizsi SK - 1955–56: Budapesti Kinizsi SK - 1956–57: Budapesti Vörös Meteor - 1957–58: Újpesti Dózsa SC - 1958–59: Budapesti Vörös Meteor - 1959–60: Újpesti Dózsa SC - 1960–61: Ferencvárosi TC | - 1961–62: Ferencvárosi TC - 1962–63: Budapesti Vörös Meteor - 1963–64: Ferencvárosi TC - 1964–65: Újpesti Dózsa SC - 1965–66: Újpesti Dózsa SC - 1966–67: Ferencvárosi TC - 1967–68: Újpesti Dózsa SC - 1968–69: Újpesti Dózsa SC - 1969–70: Újpesti Dózsa SC - 1970–71: Ferencvárosi TC - 1971–72: Ferencvárosi TC - 1972–73: Ferencvárosi TC - 1973–74: Ferencvárosi TC - 1974–75: Ferencvárosi TC - 1975–76: Ferencvárosi TC - 1976–77: Ferencvárosi TC - 1977–78: Ferencvárosi TC - 1978–79: Ferencvárosi TC - 1979–80: Ferencvárosi TC - 1980–81: Székesfehérvári Volán SC - 1981–82: Újpesti Dózsa SC - 1982–83: Újpesti Dózsa SC - 1983–84: Ferencvárosi TC - 1984–85: Újpesti Dózsa SC - 1985–86: Újpesti Dózsa SC | - 1986–87: Újpesti Dózsa SC - 1987–88: Újpesti Dózsa SC - 1988–89: Ferencvárosi TC - 1989–90: Jászberényi Lehel HC - 1990–91: Ferencvárosi TC - 1991–92: Ferencvárosi TC - 1992–93: Ferencvárosi TC - 1993–94: Ferencvárosi TC - 1994–95: Ferencvárosi TC - 1995–96: Dunaferr SE - 1996–97: Ferencvárosi TC - 1997–98: Dunaferr SE - 1998–99: Alba Volán-Riceland - 1999–00: Dunaferr SE - 2000–01: Alba Volán-FeVita - 2001–02: Dunaferr SE - 2002–03: Alba Volán-FeVita - 2003–04: Alba Volán-FeVita - 2004–05: Alba Volán-FeVita - 2005–06: Alba Volán-FeVita - 2006–07: Alba Volán-FeVita - 2007–08: Alba Volán SC - 2008–09: Alba Volán SC - 2009–10: SAPA Fehérvár AV 19 - 2010–11: SAPA Fehérvár AV 19 | - 2011–12: SAPA Fehérvár AV 19 - 2012/2013: Dunaújvárosi Acélbikák |

### Títulos por club
| Club                         | Títulos | Años campeón |
| ---------------------------- | ------- | --- |
| Ferencvárosi TC              | 25      | 1951, 1955, 1956, 1961, 1962, 1964, 1967, 1971, 1972, 1973, 1974, 1975, 1976, 1977, 1978, 1979, 1980, 1984, 1989, 1991, 1992, 1993, 1994, 1995, 1997 |
| Újpesti TE                   | 13      | 1958, 1960, 1965, 1966, 1968, 1969, 1970, 1982, 1983, 1985, 1986, 1987, 1988                                                                         |
| Alba Volán SC Székesfehérvár | 13      | 1981, 1999, 2001, 2003, 2004, 2005, 2006, 2007, 2008, 2009, 2010, 2011, 2012                                                                         |
| Budapesti Korcsolyázó Egylet | 7       | 1937, 1938, 1939, 1940, 1942, 1944, 1946 |
| Dunaferr SE                  | 5       | 1996, 1998, 2000, 2002, 2013 |
| Budapesti Vörös Meteor       | 4       | 1952, 1957, 1959, 1963 |
| Magyar Testgyakorlók Köre    | 3       | 1947, 1948, 1949 |
| Budapesti Budai TE           | 2       | 1941, 1943 |
| Budapesti Postás             | 2       | 1953, 1954 |
| Jászberényi Lehel HC         | 1       | 1990 |
| Meteor Mallerd               | 1       | 1950 |